# Дербник
Де́рбник (лат. Falco columbarius) — хищная птица, мелкий сокол. В ряде источников упоминается как дробник, дермлиг, дербничек, дербушок, кобец, соколок или мышатник.
Распространённый, но достаточно редкий вид. Гнездится в Северной и Восточной Европе, лесной и лесостепной зоне Азии и в Северной Америке. На большей части территории перелётная птица, зимует к западу и югу от гнездового ареала, в отдельных случаях достигая тропиков. Предпочтение отдаёт открытым пространствам — долинам рек, сфагновым болотам, степи, редколесью, морским побережьям. Сплошного тёмного леса избегает, однако в сезон размножения часто встречается на опушках. Охотится в основном на мелких птиц, в меньшей степени на грызунов, ящериц и насекомых. Гнездо устраивает на земле, на деревьях, в нишах скал. В кладке три — четыре охристых яйца с крупными красновато-бурыми пятнами и крапинами. Продолжительность жизни в дикой природе обычно не превышает 11 лет.

## Описание
Мелкий коренастый сокол, с относительно короткими заострёнными крыльями и длинным хвостом. Длина тела 24—32 см, размах крыльев 53—73 см. Самки в среднем на треть крупнее самцов — их масса составляет 160—311 г, в то время как у самцов только 125—235 г. В окрасе также имеются отличия. Верх самцов сизый, иногда с фиолетовым или буроватым оттенком, с чёрными продольными пестринами на голове, затылке и плечах. Низ от кремового до рыжего с крупными продольными буровато-чёрными штрихами. На шее штрихи выражены слабо, от чего создаётся впечатление светлого ошейника. Характерные для соколов «усы» выражены слабо. Маховые сизо-бурые с охристым поперечным рисунком на внутренних опахалах. Хвост полосатый с тёмной широкой полосой на конце.
Самки внешне похожи на балобана, но значительно меньше размером — тёмно-бурые сверху и более серым, испещрённым пестринами низом. Хвост полосатый с чередованием бурых и кремовых полос и со светлым окончанием. У обоих полов клюв буровато-серый, радужина тёмно-каряя, восковица и ноги жёлтые. Молодые птицы похожи на самок.
Окраска и размеры сильно изменяются географически, в связи с чем выделяют 9 подвидов дербника (см раздел «Систематика и подвиды»). Встречаются очень светлые и наоборот, очень тёмные особи.
Полёт несколько напоминает полёт ласточек — быстрый и маневренный, чередуется частыми неглубокими взмахами крыльев, и скольжением. Охотится невысоко над землёй, при пикировании волнообразно скользит в воздухе со сложенными крыльями. Необщительная и вне гнезда обычно молчаливая птица. Сигнал беспокойства — типичный для соколов ускоряющийся резкий и отрывистый крик «кьяк-кьяк-кьяк», более быстрый и высокий у самок.

## Распространение

### Гнездовой ареал
В континентальной Евразии гнездится к востоку от Скандинавии, Латвии и Белоруссии. На севере Европы поднимается до арктического побережья, в долине Печоры до 65° с. ш., на Ямале до 66° с. ш., в бассейне Оби до 68° с. ш., на Таймыре до 72° с. ш., устья Лены, в долине Яны до 71° с. ш., в бассейне Колымы до 68° с. ш., до бассейна Анадыря. Южная граница гнездового ареала пролегает через Смоленскую, Московскую, Нижегородскую, Рязанскую области, Татарстан, центральный Казахстан, Джунгарский Алатау, восточный Тянь-Шань, Гобийский Алтай, Хангай, южное Забайкалье и возможно низовья Амура. За пределами материка встречается на Британских, Фарерских, Шантарских, возможно Курильских островах, на острове Колгуев, Сахалине и в Исландии.
В Северной Америке населяет северную часть континента к северу от Нью-Йорка, Мичигана, Айовы, Северной Дакоты, Монтаны, Айдахо, северной части Калифорнии. Поднимается до Лабрадора, северной части Онтарио, северной Манитобы, северного Саскачевана, северной части Альберты, северной части Маккензи, хребта Брукса на севере Аляски.

### Места обитания
Обитает на различных открытых ландшафтах — в кустарниковой тундре, по окраинам торфяных болот, вдоль речных долин, в редколесье, в степи, вересковых пустошах, среди горного кустарника, в песчаных дюнах. Наиболее часто встречается в лесотундре и северном поясе тайги, где достигает максимальной численности. Сплошного тёмного леса избегает. В местах гнездовий поднимается в горы до 2000 м, в местах миграции до 3000 м над уровнем моря.

### Миграции
Преимущественно перелётная птица. На Британских островах, частично в Исландии, горных районах Центральной Азии, вдоль северо-западного побережья Америки и в канадских прериях живёт оседло либо совершает незначительные кочёвки. В тёплые зимы часть птиц южной части ареала также остаётся на местах. Зимует южнее гнездового ареала, в восточном полушарии достигая стран Средиземноморья, Северной Африки, Ближнего Востока, Ирака, Ирана, Китая, Кореи и Японии. В Америке перемещается на юг до Венесуэлы, Эквадора и северного Перу. В России зимой обычен на юге и в средней полосе страны.

## Размножение

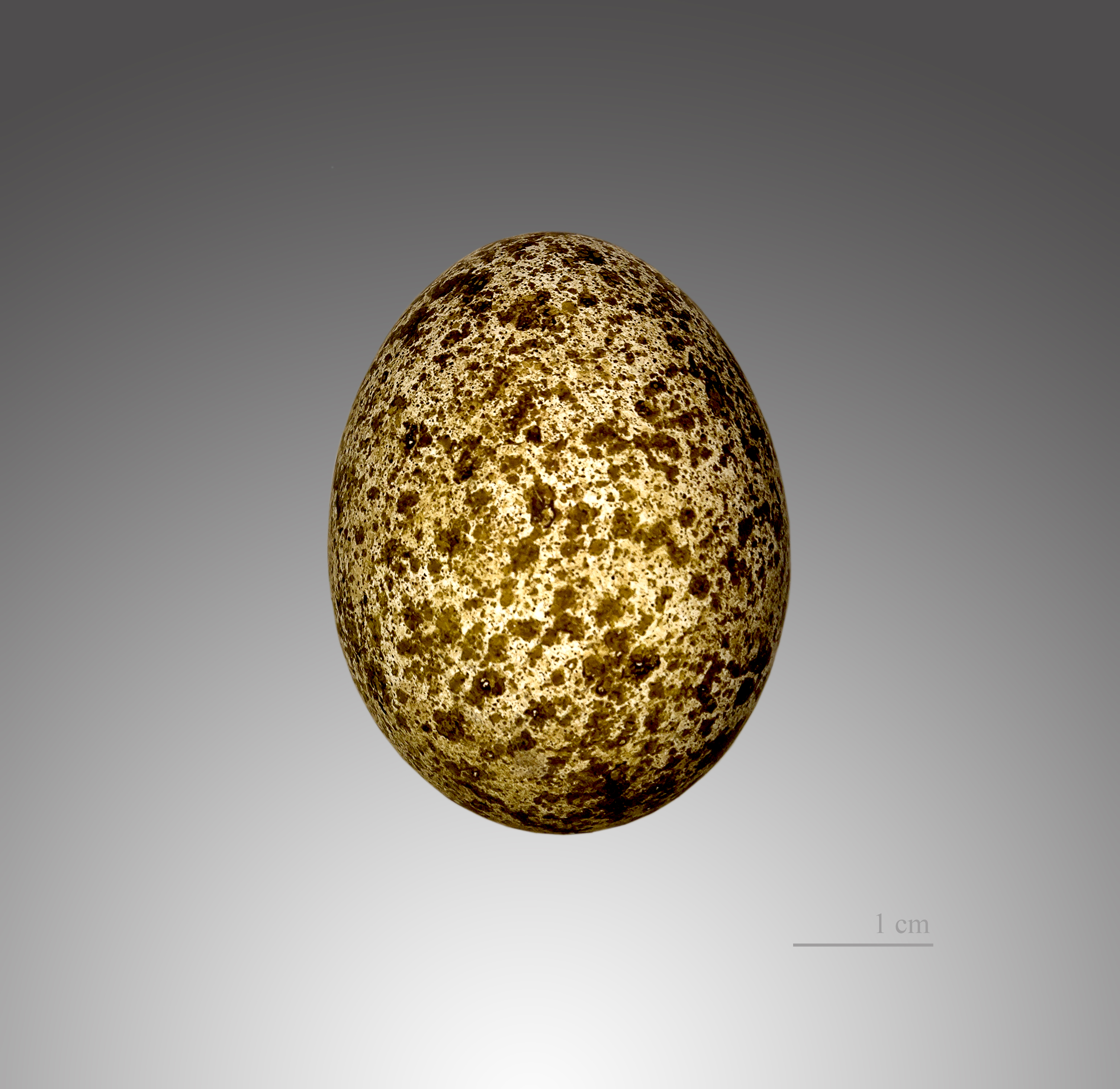
Яйцо

Половая зрелость наступает в возрасте одного года. В апреле — середине мая дербники прибывают к местам размножения, из года в год отдавая предпочтение одному и тому же району (при этом в отличие от других соколов необязательно одному и тому же гнезду). Первыми прилетают самцы, а спустя несколько дней появляются и самки. Месторасположение гнезда различно и во многом обусловлено окружающим ландшафтом. В степи или вересковой пустоши гнездится прямо на земле под покровом высокой травы или кустарника. В лесном поясе занимает старые гнёзда ворон на елях, соснах либо лиственницах, а в случае их отсутствия располагается почти открыто на болотных моховых кочках. В тундре, где древесная растительность отсутствует, занимает скалистые уступы. При обустройстве на земле строительный материал не использует, однако выкапывает небольшую ямку — лоток диаметром 14—16 см и глубиной 2—3 см. В местах массового скопления расстояние между соседними гнёздами обычно не превышает 1,5 км, хотя в этот период птицы ведут себя очень агрессивно по отношению к другим пернатым хищникам.

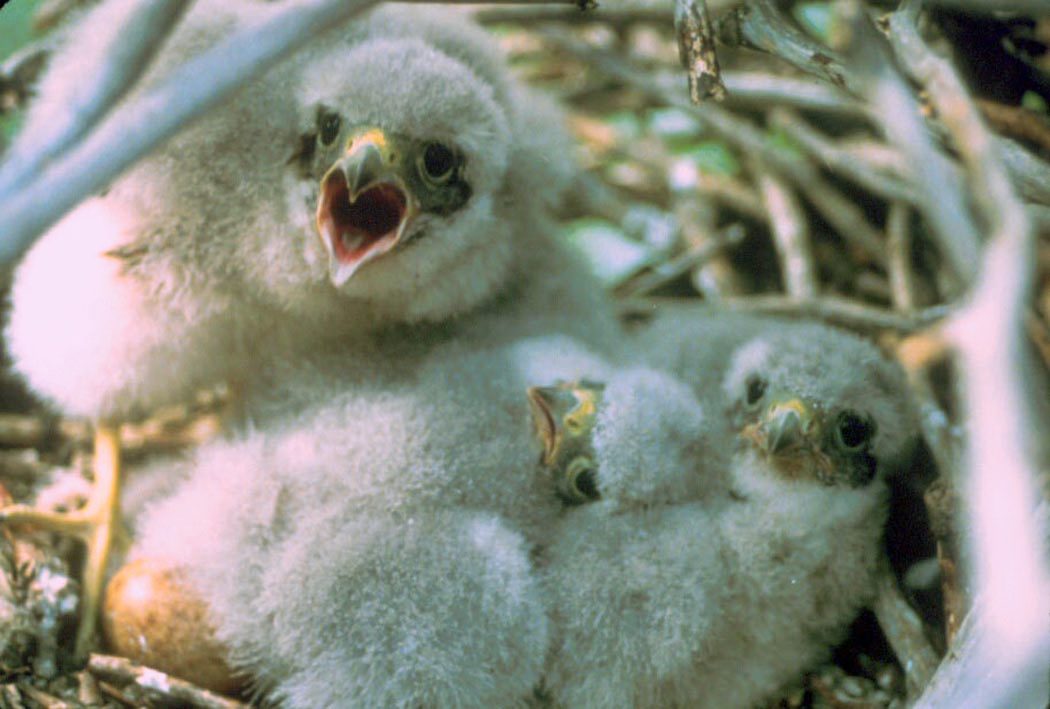
Выводок

Полные гнёзда в южной части ареала встречаются в начале апреля — начале мая, в северной во второй половине мая — июне. В кладке 3—5 (чаще всего 4) яиц, отложенных с интервалом в двое суток. Яйца охристого либо буроватого цвета с многочисленными более или менее крупными красновато—бурыми пятнами. Размеры яиц: (37-42) х (29-33) мм. Насиживают поочерёдно обе птицы пары, сменяя друг друга примерно через равные промежутки времени. Период инкубации — 25—32 дня, птицы сидят очень плотно. Птенцы вылупляются асинхронно, в порядке откладывания. При рождении они покрыты редким белым пухом, который через несколько дней сменяется другим, более густым и плотным серовато-белым. Самец и самка вместе кормят и ухаживают за птенцами — обогревают, кормят предварительно ощипанной добычей и чистят гнездо. Спустя две недели у птенцов начинают отрастать первые перья, и они уже самостоятельно покидают гнездо, хотя ещё и неспособны летать. Примерно через 18 дней пух полностью сменяется первым, гнездовым оперением, а через 25—30 дней молодые птицы поднимаются в воздух, хотя поначалу летают мало и неохотно. В возрасте 6-и недель птицы уже самостоятельно охотятся, после чего отправляются на зимовку. Пик осенней миграции приходится на конец августа — сентябрь.

## Питание

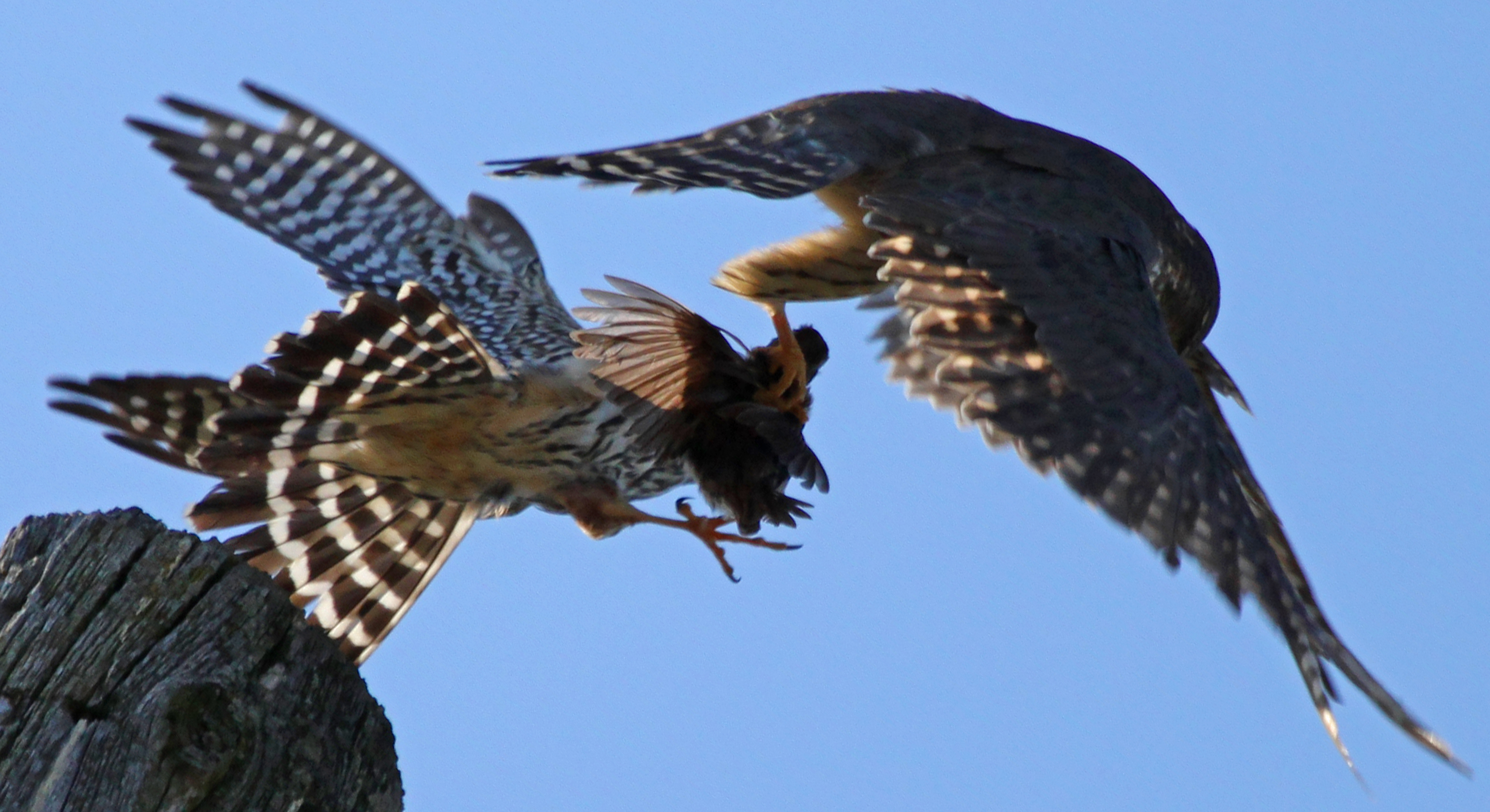
Драка за добычу

Охотится главным образом на мелких птиц — воробьёв, жаворонков, ласточек, куликов, варакушек, трясогузок, чечёток, дроздов. В меньшей степени питается грызунами, ящерицами, небольшими змеями, насекомыми. На пролёте известны случаи охоты на крупных стрекоз. Во время охоты летает низко над землёй, высматривая добычу в воздухе, на земле либо среди низкорастущей растительности. Вне сезона размножения иногда охотится парами или совместно с мелкими ястребами, при этом одна птица летит на малой высоте, а другая на 10—20 м выше неё.

## Систематика и подвиды
Систематическое положение дербника до конца не определено, своими размерами и окраской он заметно выделяется среди других соколов. Ранее выдвигались предположения, что его наиболее близким родственником может быть обитающий в тропической Африке турумти (Falco chicquera), использующий аналогичные способы охоты. Поздние исследования, однако, не подтвердили эту версию. В действительности, эволюционное отделение дербника от остальных соколов началось, по крайней мере, в раннем плейстоцене около 5 млн лет назад. Сравнение данных последовательности ДНК свидетельствует о том, что это могло произойти в результате древнего радиации соколов из Европы в Северную Америку, вместе с предками воробьиной пустельги (Falco sparverius), южномексиканского сокола (Falco femoralis) и других близких к ним форм.

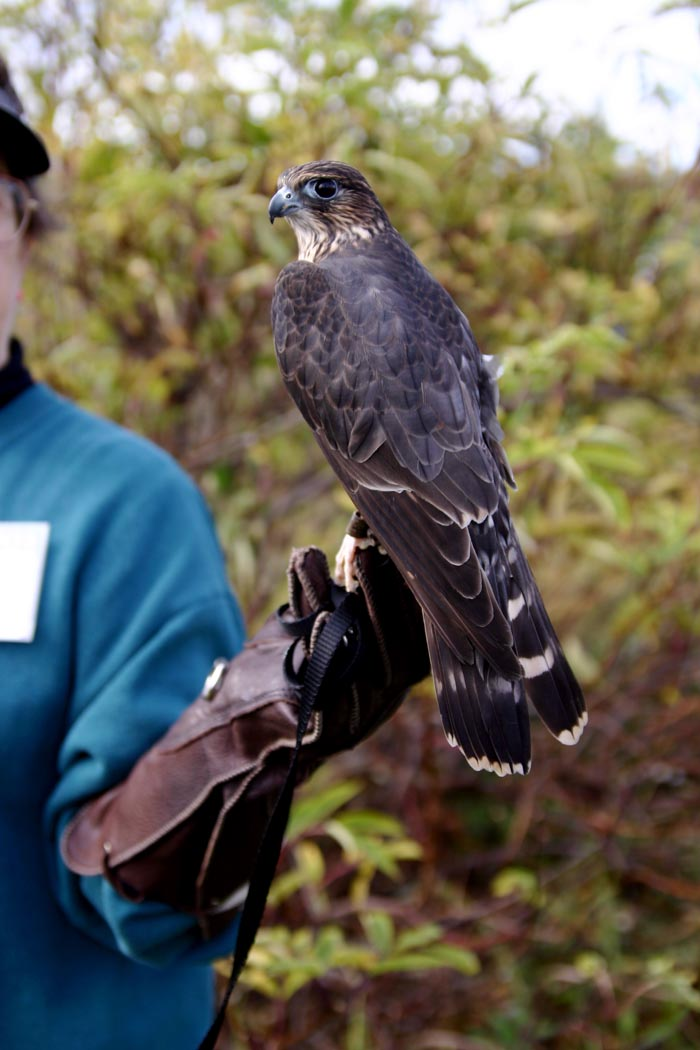
Обучение птицы

Генетические особенности у основных популяций в восточном и западном полушариях говорят о том, что эти две группы уже продолжительное время развиваются независимо друг от друга. Некоторые орнитологи даже предлагают рассматривать их как отдельные виды.
В обеих частях света особенности окраса строго следуют экологическому правилу Глогера, которое гласит, что виды животных, обитающих в холодных и влажных районах, имеют более интенсивную пигментацию тела (чаще чёрную или тёмно-коричневую), нежели чем обитатели тёплых и сухих областей. Например, обитающий в дождевом лесу умеренного пояса подвид F. c. suckleyi имеет очень тёмный, почти чёрный верх и жирные чёрные пятна на груди, в то время как распространённый в засушливых районах Средней Азии подвид F. c. pallidus обладает очень светлым, бледно-сизым с охристыми каёмками верхом и белёсым брюхом с узкими красноватыми пестринами.
Евразийские подвиды (иногда выделяют в отдельный вид Falco aeasalon).
- F. c. aeasalon Tunstall, 1771. Северная Евразия от Британских островов на восток до долины Енисея. Включает Скандинавию. Перелётная птица, за исключением популяции в Великобритании.
- F. c. subaesalon C. L. Brehm, 1827. Исландия и Фарерские острова. Частично перелётная популяция.
- F. c. pallidus (Sushkin, 1900). Азиатская зона степей от Арала до Алтайских гор. Перелётная птица.
- F. c. insignis (Clark, 1907). Сибирь к востоку от Енисея и к западу от долины Колымы. Перелётный подвид.
- F. c. lymani Bangs, 1913. Горные районы восточного Казахстана и прилегающие территории.
- F. c. pacificus (Stegmann, 1929). Российский Дальний Восток и остров Сахалин.

Американские подвиды
- F. c. columbarius Linnaeus, 1758. Северные районы Северной Америки к востоку от Скалистых гор, исключая Великие равнины. Перелётный подвид.
- F. c. richardsoni Ridgway, 1871. Великие равнины. Оседлый подвид.
- F. c. suckleyi Ridgway, 1873. Тихоокеанское побережье Северной Америки от южной Аляски до северного Вашингтона. Оседлый подвид.